# Карадере (река в Драмско)
Карадере (на гръцки: Βαθύρεμα, Ватирема) е река в Егейска Македония, Северна Гърция.

## Местоположение
Реката извира в Родопите, под връх Чакал (Цакалос, 1814 m) близо до българо-гръцката граница. Реката се образува от водите на десетки потоци и се превръща в дълбок черен поток, който се движи през пейзаж с уникална природна красота. В посока от север на юг преминава през ливадите Кацаплядика, местностите Ано Куру и Зара и покрай развалините на няколко селища - Каинчал (Антилалос), Калчово (Врахотопос), Дерекьой (Ватирема) и Пулово (Евренес) и се влива в Мъжделската река, която е приток на Места. Общата дължина е приблизително 12 km и по същество представлява границата между гората Симида и гората Карадере (Елатия).

## Флора и фауна
Растителността на района е уникална и всяка година привлича десетки изследователи от цял свят. Това е една от най-богатите смесени гори в Европа с видове като смърч, бял бор, бреза, кедър, бук, топола, клен, дъб, върба, елша и много други видове. В района има и гори от рядката сива елша (Alnus incana), които обгръщат потоците. По склоновете на пътя, покрай реката и в гората около нея има още много прекрасни видове флора: лилията петров кръст (Lilium martagon), ряпоподобна камбанка (Campanula rapunculoides), ручейно омайниче (Geum rivale), матруня (Aremonia agrimonoides), кълбестосъцветен рожец (Cerastium glomeratum), красив чернокос (Telekia speciosa), лъжичничето (Armeria sancta), прещип (Genista sagittalis), пурпурен здравец (Geranium purpureum), тъмнопурпурно плюскавиче (Silene atropurpurea), великденчето Veronica anagalloides, монтбретова звъника (Hypericum montbretii), редките родопски силивряк (Haberlea rhodopensis), благороден равнец, (Achillea nobilis), зеленоцветен напръстник (Digitalis viridiflora), рилска теменуга (Viola macedonica), малка мурава (Pyrola minor), червено омайниче (Geum coccineum), осилест карамфил (Dianthus cruentus), езичеста камбанка (Campanula lingulata), жълт равнец (Achillea clypeolata), младежко плюскавиче (Silene subconica), кандилколистно обичниче (Thalictrum aquilegiifolium) и орхидеите торбест дланокоренник (Dactylorhiza saccifera), широколистен дремник (Epipactis helleborine), призрачна орхидея (Epipogium aphyllum), обикновен салеп (Anacamptis morio) и истинска гнездовка (Neottia nidus-avis).
Орнитофауната се състои от някои от най-редките видове в Гърция, като глухар, лещарка, врабчова кукумявка, сокерица, качулат синигер, редкият трипръст кълвач и кукумявка. От хищниците тук живее орли змиари, белоопашат мишелов, обикновен мишелов, късопръст ястреб, голям ястреб, осояд, малък ястреб и керкенез. Други значими видове за района са бухал, горска улулица, черен кълвач, сив кълвач, европейски козодой, градинска дърволазка, горски бекас, гривяк, червенушка, воден кос, черен синигер, матовоглав синигер, червеногуша мухоловка, горска зидарка, червеноглаво кралче, обикновена кръсточовка, елшова скатия, сивоглава овесарка, жълта овесарка.
Фауната на земноводните включва гребенести тритони, саламандри, кафява крастава жаба, зелена крастава жаба, жълтокоремна бумка, рядката планинска жаба, дървесница, гръцка жаба и горска жаба. От влечугите в района живеят шипоопашата костенурка, шипобедрена костенурка, слепок, ивичест гущер, ливаден гущер, стенен гущер, жълтоуха водна змия, леопардов смок, медянка, смок стрелец, пъстър смок, котешка змия, стрелушка и пепелянка. Рядко в района се среща и мечката, а по-разпространени едри бозайници са вълците. Сърните се срещат в големи популации, докато фауната на бозайниците се допълва от диви котки, диви свине, лисици, невестулки, златки, видри, обикновени сънливци, катерици, зайци и много видове прилепи. И накрая, важно е присъствието на македонска пъстърва (Salmo macedonicus) във водите на Карадере.